# Stefan (Stratimirović)
Stefan, nazwisko świeckie Stratimirović (ur. 27 grudnia 1757 w Kulpinie, zm. 4 października 1836 w Sremskich Karlovcach) – serbski biskup prawosławny, metropolita karłowicki w latach 1790–1836.

## Życiorys

### Wczesna działalność
Syn Jovana i Angeliny Stratimiroviciów; jego rodzina pochodziła z Hercegowiny. Przyszły duchowny rozpoczął naukę w Nowym Sadzie; w miejscowym gimnazjum ukończył dwie pierwsze klasy, poznając podstawy języka niemieckiego oraz łaciny. Następnie uczył się w Segedynie, gdzie nauczył się języka węgierskiego, ukończył zaś gimnazjum w Bacu. Studia wyższe w zakresie prawa i filozofii rozpoczął w Budzie, zakończył natomiast w Wiedniu.
W 1783 przybył do Sremskich Karlovców by prywatnie uczyć się prawosławnej teologii od Jovana Rajicia. W roku następnym, w święto Zwiastowania, przyjął święcenia diakońskie z rąk metropolity karłowickiego Mojżesza, który 28 marca tego samego roku mianował go archidiakonem. 29 czerwca 1784 złożył wieczyste śluby mnisze. W sierpniu 1784 został przełożonym monasteru Krušedol z godnością archimandryty. Stale przebywał w rezydencji metropolity Mojżesza w Sremskich Karlovcach i wspierał go w bieżącym kierowaniu metropolią karłowicką.
15 maja 1786 został wybrany na biskupa budzińskiego; chirotonię biskupią przyjął miesiąc później.

### Metropolita karłowicki
Cztery lata później, będąc najmłodszym biskupem serbskim działającym w Austrii, na soborze duchowieństwa i świeckich prawosławnych Serbów w tym kraju, odbywającym się w Temesvarze, został obrany na metropolitę karłowickiego. W Sremskich Karlovcach założył krótko po objęciu urzędu szkołę teologiczną, a następnie sieć szkół przygotowujących do przyjęcia święceń kapłańskich w mniejszych ośrodkach, zrezygnował natomiast z otwarcia seminarium generalnego obejmującego całą metropolitę karłowicką. Otworzył również świeckie gimnazja serbskie w Sremskich Karlovcach i w Nowym Sadzie.
Dbał o sytuację materialną serbskich duchownych, dążył również do tego, by każdy duchowny posiadał wykształcenie teologiczne. Starał się również przeciwdziałać staraniom władz austriackich, dążących do przejścia prawosławnych Serbów i Rumunów na katolicyzm.
Popierał serbski ruch niepodległościowy, był autorem memoriału skierowanego do cara, w którym prosił o pomoc w utworzeniu Księstwa Serbskiego, rządzonego przez prawosławnego monarchę. Równocześnie negatywnie odniósł się do działalności Vuka Karadžicia i Dositeja Obradovicia. Był przekonany, że idee oświeceniowe mogą jedynie zaszkodzić Serbskiemu Kościołowi Prawosławnemu.
Na urzędzie pozostawał do śmierci. Został pochowany w katedralnym soborze św. Mikołaja w Sremskich Karlovcach obok metropolity Pawła. Był najdłużej urzędującym ordynariuszem serbskiej metropolii karłowickiej.